# Наїб Шоїп
Шоїп-Мулла, (Шуаїб-мулла) Цонтороївський (чеч. ШуӀайб-МоллаШуӀайб) (1804 рік, в чеченському аулі Більтаул (сучасний Тухчар), Дагестан — березень 1844 року, Центорою, Чечня) — чеченський полководець часів Великої Кавказької війни, « Маршал лісової війни», Мічіковської волості (1840—1844). Шоїп-мулла з самого початку завоював довіру імама Шаміля і став першим наибом Шаміля та близькою людиною не тільки йому, а й його родині. Шаміль довіряв Шоїпу безпеку своєї сім'ї і Шоїп неодноразово перевозив і приховував домочадців Шаміля від царських військ. З 1834 року Шоіп-мулла протягом чотирьох років був релігійним проповідником (муллою) у чеченському селі Оку-Юрт[⇨].

## Біографія

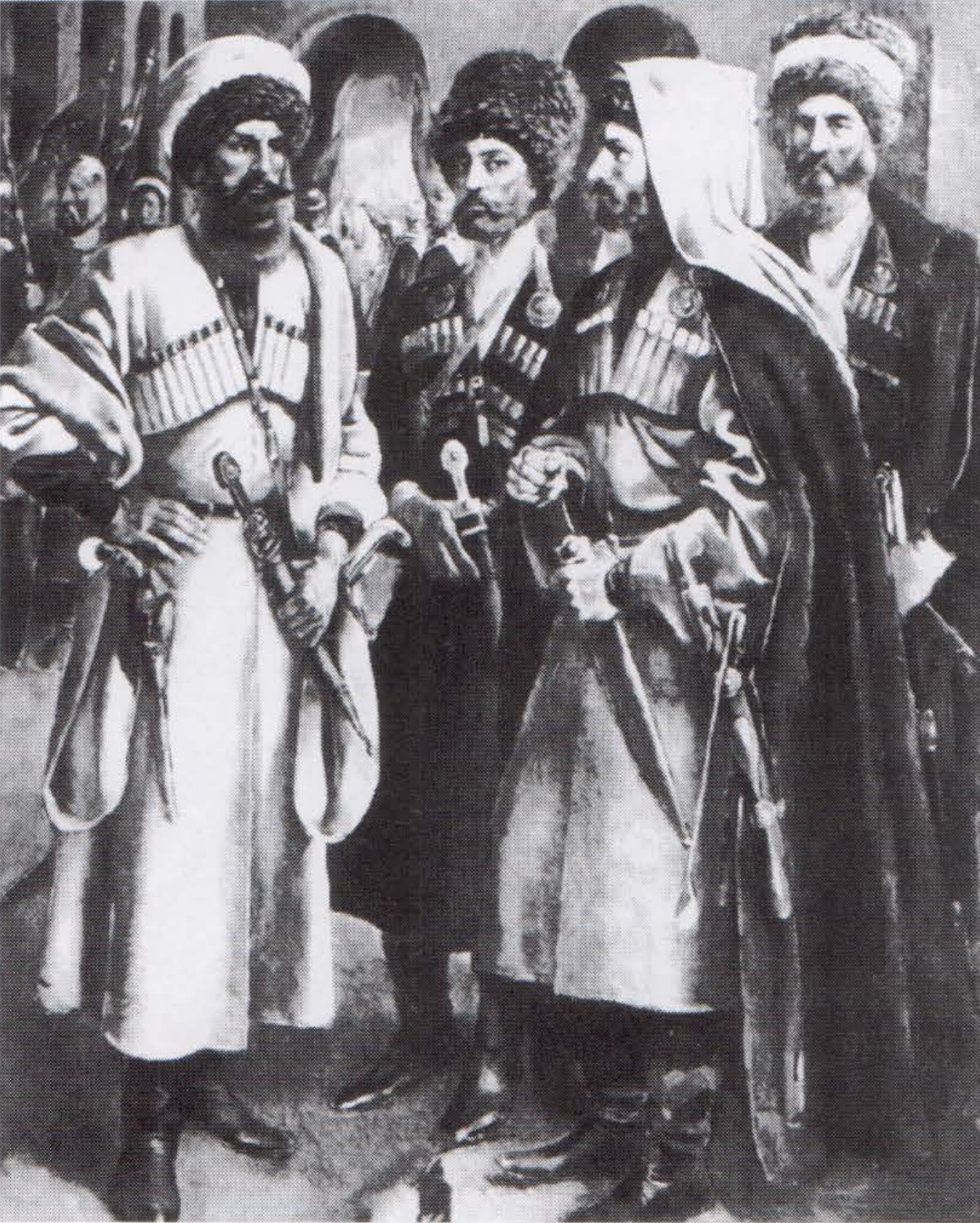
Картина Х.-Б. Мусаясул. Шаміль та наїби Даніял-бек Ілісуйський, Хаджі-Мурат Хунзахський, Шоїб-Мулла Цонтороївський (1912). (Шоїб-Мулла в башлику).

Шоїп народився в селищі Білта-Евла (сучасний Тухчар Новолакського району Дагестану) в 1804 в сім'ї вченого Мухаммада-Хаджі, який двічі здійснив хадж до Мекки. Мухаммад-мулла був не лише великим вченим-арабістом, просвітителем, але й користувався величезною повагою та авторитетом серед чеченців, довгий час очолював Раду країни (Мехк-кхел) у Нохч-Мохці. Усі його рідні жили в аулі Центорою.
У юності Шоїп отримав хорошу освіту, виявив великі здібності до наук, навчався у відомих улемів Чечні та Дагестану, володів, крім рідної чеченської, арабською, кумицькою, аварською мовами. Загалом мов, які знав Шоїп-Мулла, було тринадцять.
Батько Мухаммад хотів, щоб син займався науками, і спочатку Шоїп був націлений на глибоке вивчення наук. Деякий час працював муллою. Проте Кавказька війна, що почалася, змінила його плани. Він стає одним із найактивніших учасників газавата проти царських військ. У 1829 році Шоїп стає мюридом і активним помічником першого імаму — Газі-Мухаммада Гімринського. Однак після його смерті Шоїп відходить від активної військової діяльності. З 1834 Шоіп-мулла протягом чотирьох років виконував обов'язки мулли в селищі Оку-Юрт. Царське командування не пробачило йому активної участі у військових походах імама Газі-Мухаммада і вживає заходів для його вбивства або залучення на свій бік шляхом обіцянки будь-яких благ та посад. Шоїп відкидає будь-які пропозиції від влади. Щоб уникнути арешту, 1838 р. біжить у гори Ічкерії, де стає мюридом шейха Ташу-Хаджі.
В цьому році (1838 г. — Ю. Д.) через зв'язки з хижаками Шуаїба хотіли заарештувати, але він встиг піти до Ташев-Хаджи, у якого і став мюридом. Незабаром розумом і хоробрістю він встиг заслужити велику довіру у Ташев-Хаджи, і той не раз доручав йому командування великими підрозділами, з якими він набігав у наших кордонах.— Рапорт генерал-адъютанта Нейдгардта военному министру Чернышеву 20 ноября 1843 г.
Орбеліані: «Шаїб невеликого зросту, обличчя смагляве з невеликими горобинками, спритний у всіх прийомах і особливо верхи. Він відомий як людина з хитрим і жвавим розумом, як відмінний рубака, бравий вершник і вправний ватажок у бою».— Юсуп Дадаев. Шуаиб-мулла Центороевский – сподвижник имама Шамиля* 10.10.2016
У 1843 році найбільше Мичиковской волості був Шуаиб-Мулла, (Згідно П. Х. Граббе, в Мічиковском ділянці під керівництвом Шуаип-мулли складається близько 1500 сімейств) для цього крім частини, довіреної в безпосереднє його управління підпорядковані у військовій відношенні:, в якій наибом Суаіб-Ерсеніївський і ділянка ауховська, де управляє Улубій-Мулла.

## Внесок у розвиток тактики партизанської війни
За словами багатьох дослідників, чеченці першими створили своєрідний підрозділ пластунських військ, виховували зразкову гірську кінноту з такими справді безсмертними прикладами, як Казбіч, Бейбулат, Талхіг, заклали фундамент для кінної артилерії та винайшли «кочові батареї». Вони створили «закупорку» ворога - прототип піхотної траншеї та укріпленої точки, і глибоко продумали теорію еластичного фронту. Все це тоді виникло в Тотлебена в Севастополі та Бакланова - у Польщі, але ніколи не вивчався повністю. Європа дивується козакам і вивчала, забуваючи чи не знаючи, що це не основне джерело методів партизанської війни. Так, наприклад, досі залишається невивченою війна на розсіювання, що блискуче здійснюється одним із найталановитіших полководців імамату — Шоїп-Моллою Цонторойським. З дивовижною повнотою він перевершував те, чого майже через століття прийшла сучасна теорія малої війни— Мюридизм на Кавказе, М., 1963г., Н.А. Смирнов

## Однойменна фортеця

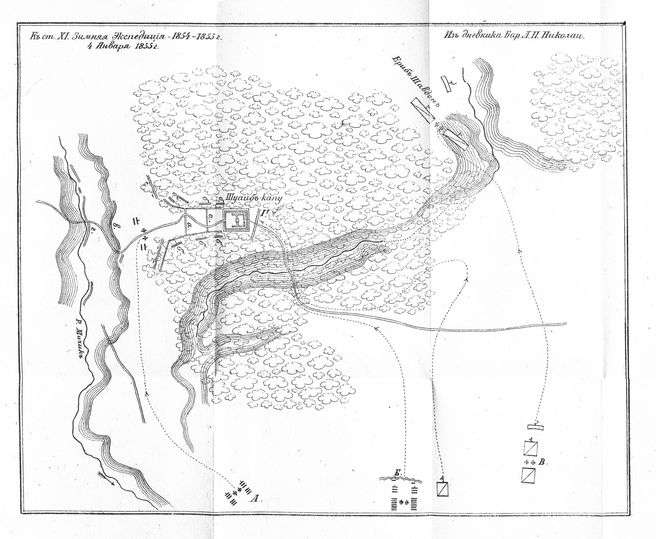
Зміцнення Шуаїб-капу, карта-схема зимової експедиції (1855)

Зміцнення Шоїб-Капу. У російських джерелах зміцнення називалося Шуаіб-капу, було збудовано на початку 1840-х років. У фортеці наїбом Шоїбом був поставлений гарнізон — варту на чолі з мазуном для спостереження за Великою Чечнею. Зберігся чотирикутний глибокий рів між населеними пунктами Бачі-Юрт та Ахмат-Юрт Курчалоєвського району біля річки Мічик.